# Carl Auvera
Carl Auvera (1856–1914) war ab 1884 Porzellanfabrikant in Arzberg.
Auvera stammte aus der in Franken tätigen, aus den Niederlanden eingewanderten Künstlerfamilie van der Auwera (van der Auvera) und war ein Enkel des Carolus Magnus Hutschenreuther. Er übernahm die Porzellanfabrik von Johann Christoph Lorenz Aecker im Jahre 1884. Unter dem Namen Porzellanfabrik Carl Auvera wurden bis 1918 in vier Öfen vor allem technisches Porzellan und Pfeifenköpfe hergestellt. Die Firma wurde 1918 umgewandelt in die Hutschenreuther AG.
Er war mit Bertha, geb. Blechschmidt verheiratet. Das Paar lebte in Arzberg und hatte sechs Kinder. Das zweite Kind war Hugo Auvera.